# Nicrophorus apo
Nicrophorus apo är en skalbaggsart som beskrevs av Ross H. Arnett, Jr. 1950. Nicrophorus apo ingår i släktet Nicrophorus och familjen asbaggar. Inga underarter finns listade i Catalogue of Life.